# Litauische Fußballnationalmannschaft (U-21-Männer)
Die litauische Fußballnationalmannschaft der U-21-Männer ist die Auswahl litauischer Fußballspieler der Altersklasse U-21. Sie repräsentiert die Lietuvos futbolo federacija auf internationaler Ebene, beispielsweise in Freundschaftsspielen gegen die Auswahlmannschaften anderer nationaler Verbände, aber auch bei der seit 2002 in dieser Altersklasse ausgetragenen Europameisterschaft.

## Teilnahme an U-21-Europameisterschaften
- 1996: nicht qualifiziert
- 1998: nicht qualifiziert
- 2000: nicht qualifiziert
- 2002: nicht qualifiziert
- 2004: nicht qualifiziert
- 2006: nicht qualifiziert
- 2007: nicht qualifiziert
- 2009: nicht qualifiziert
- 2011: nicht qualifiziert
- 2013: nicht qualifiziert
- 2015: nicht qualifiziert
- 2017: nicht qualifiziert
- 2019: nicht qualifiziert
- 2021: nicht qualifiziert
- 2023: nicht qualifiziert
- 2025: nicht qualifiziert